# Emma Gramatica
Emma Gramatica, all'anagrafe Aida Laura Argia Gramatica (Fidenza, 25 ottobre 1874 – Roma, 8 novembre 1965), è stata un'attrice italiana.
Lavorò in teatro, nel cinema e in televisione; ebbe due sorelle, Irma e Anna, anche loro famose attrici.

## Biografia
Figlia di Domenico, suggeritore teatrale, e della vestiarista istriana Cristina Bradil, esordì a teatro in giovane età. Dotata di un aspetto fisico tutt'altro che appariscente, ma di una carica interpretativa fortemente incisiva, Emma Gramatica debuttò in teatro ancora adolescente accanto ad Eleonora Duse nella Gioconda di Gabriele D'Annunzio (1891). In quegli anni apprese da autodidatta lo spagnolo e il tedesco. Dopo una lunga tournée in Russia e in America, lavorò con le compagnie Pietriboni e Aleotti, per diventare primattrice giovane della compagnia Rosaspina-Montrezza (1893). Sorella dell'altrettanto celebre Irma Gramatica e della meno conosciuta Anna Adele Alberta Gramatica (tra l'altro cognata della celebre attrice Wanda Capodaglio), Emma fu primattrice nelle compagnie di alcuni dei nomi più prestigiosi del teatro italiano della fine dell'Ottocento e del primo Novecento, come Ermete Zacconi, Flavio Andò, Enrico Reinach ed Ermete Novelli.
Nel 1902 ottenne un trionfo con la sua interpretazione in La Samaritana di Rostand e più tardi si distinse interpretando il ruolo di Nora in Casa di bambola di Ibsen. Negli anni dieci del Novecento crea la famosa Gramatica-Carini-Piperno, la cui direzione è affidata a Leo Orlandini, compagnia nella quale si formeranno molti grandi attori come Renzo Ricci, Lola Braccini e Camillo Pilotto, che ne diventerà primo attore, seguito nel 1944 da Adolfo Geri. Mise in scena la prima rappresentazione di Ma non è una cosa seria di Luigi Pirandello il 22 novembre 1918 e, dello stesso autore, La signora Morli, una e due il 12 novembre 1920. Nei primi anni venti intraprese, insieme alla sorella Irma, una tournée in America e poi in Germania, recitando in lingua tedesca. Frequenti, dai primi anni trenta, le sue partecipazioni alla prosa radiofonica EIAR e successivamente Rai.
Attrice di stampo verista, dai toni accesi e patetici, in età avanzata intraprese con successo la carriera cinematografica e televisiva, recitando tra l'altro nel film Sorelle Materassi (1944) di Ferdinando Maria Poggioli, accanto alla sorella Irma, e in Miracolo a Milano (1951) di Vittorio De Sica. Apparve anche in Don Camillo monsignore... ma non troppo (1961) di Carmine Gallone, confermandosi anche nel cinema interprete di qualità e prestigio. La stampa dell'epoca, nazionale e internazionale, parlò di lei in toni entusiastici, affermando, fra l'altro, che nelle sue interpretazioni dimostrava un eclettismo rivelatore della sua cultura e della sua intelligenza.

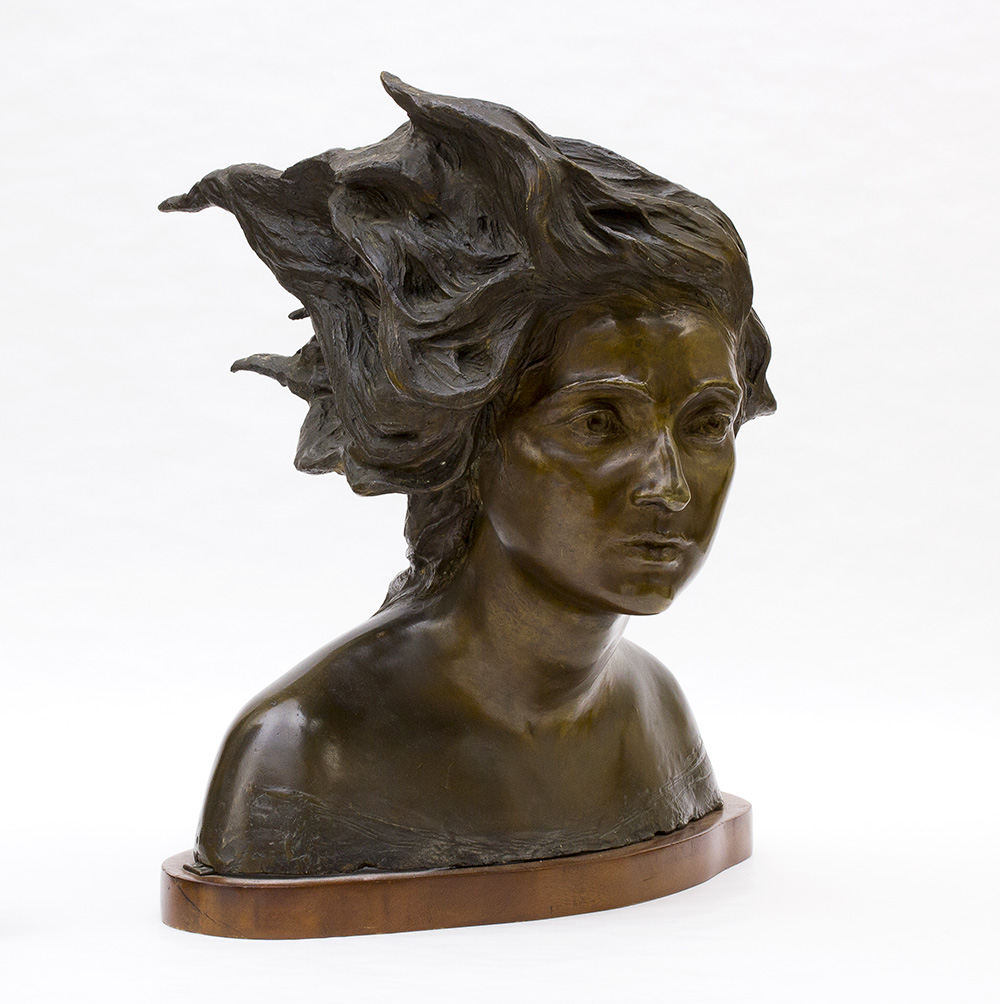
Busto ritratto di Emma Gramatica realizzato nel 1905 dallo scultore Mario Rutelli

Lo scultore Mario Rutelli celebrò la bellezza dell'attrice dedicandole nel 1905 un ritratto di bronzo. Ricevette riconoscimenti e onorificenze in Italia e la Legion d'onore in Francia. Morì ad Ostia, frazione del comune di Roma: riposa nella tomba di famiglia nel cimitero di Signa, insieme alla sorella Irma e ai genitori.

## Filmografia

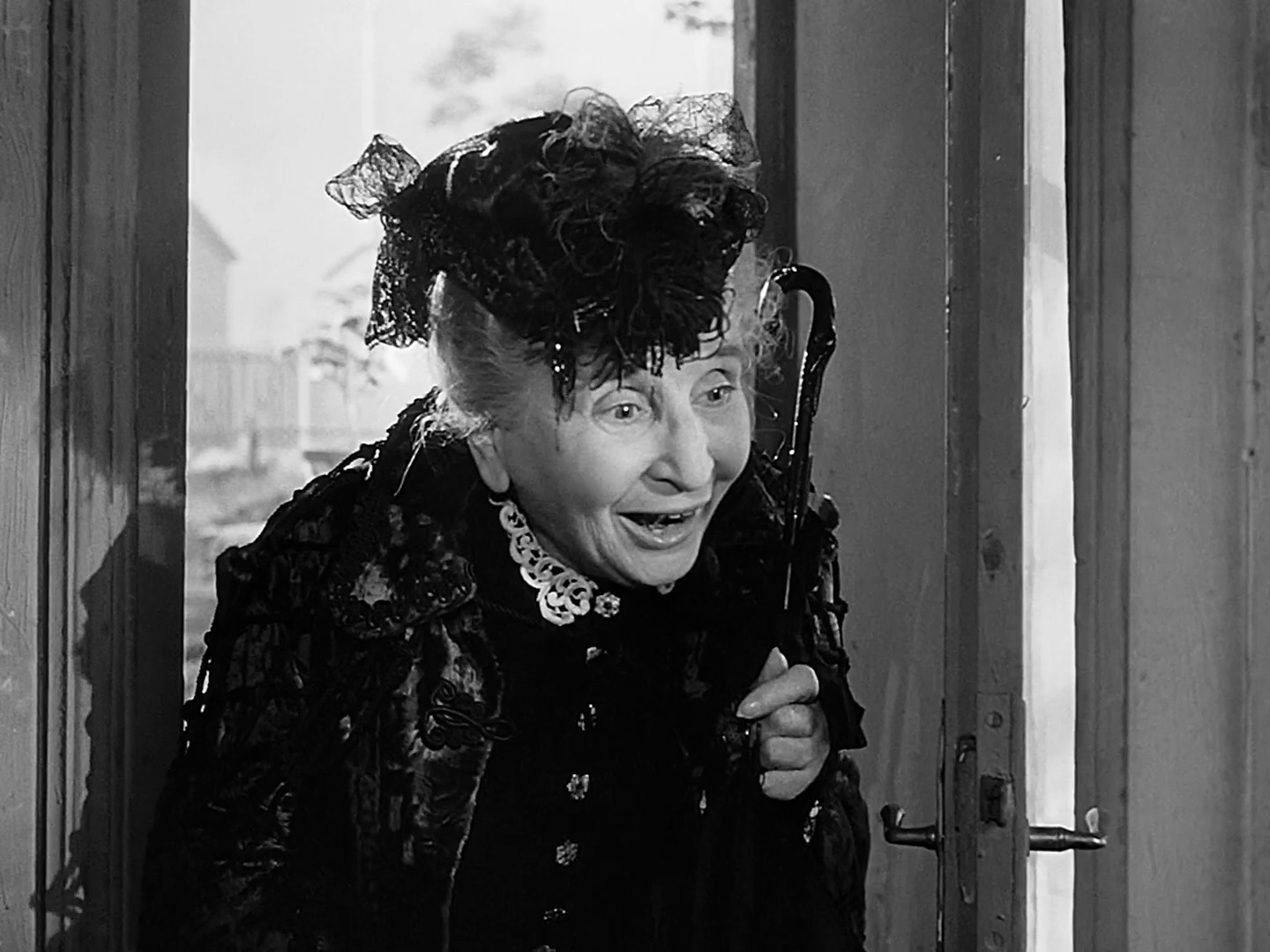
Emma Gramatica in Miracolo a Milano (1951)

Emma Gramatica in Don Camillo monsignore... ma non troppo (1961)

- Quando il canto si spegne, regia di Emilio G. Walter (1916)
- La vecchia signora, regia di Amleto Palermi (1932)[6]
- La fortuna di Zanze, regia di Amleto Palermi (1933)
- La damigella di Bard, regia di Mario Mattoli (1936)
- Marcella, regia di Guido Brignone (1937)
- Il fu Mattia Pascal, regia di Pierre Chenal (1937)
- Napoli d'altri tempi, regia di Amleto Palermi (1938)
- Jeanne Doré, regia di Mario Bonnard (1938)
- La vedova, regia di Goffredo Alessandrini (1939)
- Piccolo hotel, regia di Piero Ballerini (1939)
- Mamma, regia di Guido Brignone (1941)
- Sissignora, regia di Ferdinando Maria Poggioli (1941)
- I mariti (Tempesta d'anime), regia di Camillo Mastrocinque (1941)
- Vertigine, regia di Guido Brignone (1942)
- L'angelo bianco, regia di Giulio Antamoro, Federico Sinibaldi ed Ettore Giannini (1943)
- Sorelle Materassi, regia di Ferdinando Maria Poggioli (1943)
- L'angelo del miracolo, regia di Piero Ballerini (1945)
- Voglio bene soltanto a te!, regia di Giuseppe Fatigati (1946)
- Pobre mi madre querida, regia di Homero Marcello Manzi e Ralph Pappier (1948)
- Mi vida por la tuya, regia di Roberto Gavaldón (1950)
- Miracolo a Milano, regia di Vittorio De Sica (1951)
- C'era una volta Angelo Musco, regia di Giorgio Walter Chili (1953)
- Peppino e la vecchia signora, regia di Piero Ballerini (1954)[7]
- I giorni più belli, regia di Mario Mattoli (1956)
- Don Camillo monsignore... ma non troppo, regia di Carmine Gallone (1961)
- Il mio amico Benito, regia di Giorgio Bianchi (1962)
- La monaca di Monza, regia di Carmine Gallone (1962)

## Doppiatrici italiane
- Lola Braccini in Mamma, Voglio bene soltanto a te!

## Prosa radiofonica Rai
- Hedda Gabler di Henrik Ibsen, regia di Enzo Ferrieri, trasmessa il 7 febbraio 1946.
- Peer Gynt di E. Ibsen, regia di Enzo Ferrieri, trasmessa il 28 febbraio 1946.
- La seconda moglie di Arthur W. Pinero, regia di Enzo Ferrieri, trasmessa il 7 marzo 1946.
- La via della chiesa, commedia di Lennox Robinson, regia di Enzo Ferrieri, trasmessa il 2 maggio 1946.
- Il giro del mondo, commedia di Cesare Giulio Viola, regia di Anton Giulio Majano, trasmessa il 12 dicembre 1949.
- Lady Frederick di Somerset Maugham, regia di Guglielmo Morandi, trasmessa il 2 gennaio 1950.
- Primo amore, commedia di Orio Vergani, regia di Enzo Ferrieri, trasmessa il 15 luglio 1951.
- Ventiquattro ore felici di Cesare Meano, regia di Pietro Masserano Taricco, trasmessa il 21 febbraio 1963.

## Prosa televisiva Rai
- La damigella di Bard di Salvator Gotta, regia di Claudio Fino, trasmessa il 24 giugno 1955.
- Primo amore di Orio Vergani, regia di Guglielmo Morandi, trasmessa il 22 ottobre 1955.
- I dialoghi delle Carmelitane di Georges Bernanos, regia di Tatiana Pavlova, trasmessa il 2 novembre 1956.
- Ventiquattr'ore felici di Cesare Meano, regia di Claudio Fino, trasmessa il 23 novembre 1956.
- Mamouret di Jean Sarment, regia di Guglielmo Morandi (1958).
- Ritorno a Bountiful di Marcello Sartarelli, regia di Pino Cuomo, trasmessa il 23 dicembre 1964.
- Al calar del sipario, trasmessa il 26 novembre 1965.